# Maria Dolors Bargalló
Maria Dolors Bargalló i Serra (Barcelona, 31 de agosto de 1902 – Ciudad de México, 2 de agosto de 1980) fue una política y feminista catalana.

## Biografía
Sus padres fueron Josep Bargalló i Cruces, de Gelida, y Dolors Serra i Basas, de Vilacolum. Estudió en el «Institut de la Dona que Treballa» y trabajó primero como modista y después como funcionaria del ayuntamiento de Barcelona.
Durante la Dictadura de Primo de Rivera militó en el partido Estat Català, colaboró escribiendo artículos de temática feminista en La Humanitat y L'Opinió, y en 1931 ingresó en Esquerra Republicana de Catalunya. En 1932 fue nombrada secretaria de la sección femenina de la «Joventut Nacionalista La Falç», entonces ya adherida a ERC.
Ese mismo año fue nombrada secretaria del Comité Central del Frente Único Femenino izquierdista de Cataluña que promovió la organización de las mujeres de ERC. Participó muy activamente en la recogida de firmas a favor del  Estatuto de Autonomía de Cataluña y a favor del voto femenino en las elecciones al Parlamento de Cataluña de 1932 con Anna Murià y Nuria Montserrat Oromí. El año 1934 también participó en el Congreso Mundial Femenino contra la Guerra y el Fascismo.
Fue elegida presidenta de la Unión de Mujeres de Cataluña en el marco del Primer Congreso Nacional de la Mujer de 1937, demostrando sus dotes de oradora en el mitin del Día Internacional de la Mujer Antifascista del mismo año. Desde la Unión de Mujeres se propuso luchar por la igualdad laboral de la mujer, la supresión de la prostitución, la protección de la salud tanto de las madres como de los niños, y para la mejora de la educación, de la formación profesional y de la asistencia social de las mujeres en la retaguardia. En 1938 formó parte de una comisión que visitó la Unión Soviética.
Al terminar la guerra civil española se exilió en Francia y después en México. Allí encontró trabajo como mecanógrafa de la fábrica de tejidos «La Alpina» y después trabajó como agente de ventas en la fábrica de hilados  «La Hormiga» en   Puebla. Miembro activo de la Comunidad Catalana de México y miembro del Orfeón Catalán de México desde 1945 se hizo responsable del programa radiofónico  La hora catalana en la radio pública mexicana, y hasta el 1962 en la emisora XESM. En septiembre de 1953 formó parte del secretariado de la comisión organizadora de la Conferencia Nacional Catalana en México.